# Feketéspiros galambgomba
A feketéspiros galambgomba (Russula atrorubens) az Agaricomycetes osztályának galambgomba-alkatúak (Russulales) rendjébe, ezen belül a galambgombafélék (Russulaceae) családjába tartozó faj.

## Előfordulása
A feketéspiros galambgomba főbb előfordulási területei Európa déli fele és Észak-Afrika. Európa északi felén elszigeteltek és elszórtak az állományai. A Közel-Keleten és Ázsia egyes részein is fellelhető.

## Megjelenése
Ennek a gombának a 3-6 centiméter magas és 0,6-1,5 centiméter átmérőjű tönkje és lemezei fehérek vagy halvány piszkos sárgák. A kalapja 5-8 centiméter átmérőjű és szétterülő - az idősebbeknél középen bemélyedő -; vöröses, barnás vagy lilás árnyalatú.

## Életmódja
Ez a gombafaj mikorrhizás szimbiózisban él a fűzfákkal (Salix), főleg a füles fűzzel (Salix aurita) és a cinegefűzzel (Salix repens).